# Reject Set
Reject set (deutsch „Ablehnungsfeld“) ist beim Kaufverhalten der Konsumenten der Anglizismus für diejenige Teilmenge von Produkten des gesamten Güterangebots, die dem Konsumenten zwar bekannt sind, jedoch nicht für eine spätere Kaufentscheidung in Frage kommen.

## Allgemeines
Im Konsumverhalten spielt das Problem, unter verschiedenen Produkt- oder Markenalternativen entscheiden zu müssen, eine herausragende Rolle. Dabei verarbeitet der Konsument verschiedene Selektionsstufen, die vom gesamten Güterangebot (englisch available set) beginnend immer weniger Produkte/Marken enthalten. Die Stufen enden beim Evoked set, dessen Produktalternativen (eine bis maximal fünf) zur Kaufentscheidung anstehen.

## Selektionsstufen
Vom gesamten Güterangebot ist dem Verbraucher nur ein Teil bekannt (englisch Awareness Set), der restliche Teil ist ihm wegen mangelnder Markttransparenz (etwa fehlende Werbung) unbekannt (englisch unawareness set). Der Awareness set enthält Produkte, über die der Verbraucher Wissen erworben hat (Produktwissen; englisch processed set), der Rest besteht aus unklaren Vorstellungen über Produkte (englisch foggy set). Der Processed set wiederum besteht aus einer vom Konsumenten getroffenen Vorauswahl (englisch Consideration Set), vorerst zurückgestellten Produkten (englisch hold set) und den abgelehnten Produkten (englisch reject set). Die oder das zur Kaufentscheidung anstehenden Produkt(e) (englisch Evoked set) bilden schließlich die unterste Selektionsstufe.
Die einzelnen Stufen aller vorhandenen Güterangebote verringern sich um Produkte so lange, bis beim Evoked Set eine zur Kaufentscheidung anstehende Auswahl von maximal fünf Produkten vorhanden ist:
| Hauptart      | Unterarten                    | weitere Unterteilung        | Processed Set                  |
| ------------- | ----------------------------- | --------------------------- | ------------------------------ |
| Available Set | Unawareness Set Awareness Set | Consideration Set Foggy Set | Evoked set Hold Set Reject Set |

Der Unawareness Set ist derjenige Teil des Available Set, welcher dem Konsumenten unbekannt ist und deshalb nicht für eine Kaufentscheidung in Frage kommt. Produktalternativen im Foggy Set sind dem Konsumenten zwar bekannt und können einer Produktklasse zugeordnet werden, kommen jedoch für eine Kaufentscheidung ebenfalls nicht in Frage, weil die Konsumenten  ein unklares Vorstellungbild (englisch foggy, „vernebelt“) von ihnen besitzen.

## Merkmale
Der Reject Set umfasst die vom Konsumenten zurückgewiesenen Kaufalternativen, die er nicht als Kaufobjekte akzeptiert. Gründe können der Preis (absolut beim Preisvergleich) oder das Preis-Leistungs-Verhältnis (relativ) sein, die Produktqualität/Dienstleistungsqualität, fehlende Präferenzen oder die nicht gesicherte künftige Verfügbarkeit (bei wiederholt zu erwerbenden Produkten mit hoher Verbrauchsintensität). Durch die Ablehnung der Produkte im Reject set verringert sich ein weiteres Mal die Anzahl der Produkte, die in die engere Kaufauswahl des Evoked set fallen.

## Abgrenzung
Die Abgrenzung zwischen Reject set und Inept Set fällt schwer. Manche Autoren halten sie für Synonyme. Die im Reject set befindlichen Produkte werden künftig dauerhaft als nicht kauffähig abgelehnt, die im Inept Set dagegen können bei einem geringeren Preis oder bei Regallücken von Produkten des Evoked set in diesen vorrücken.